# Villa Swartz
Villa Swartz är en patriciervilla i Norrköping. som ritades av Agi Lindegren och byggdes 1901 som bostad för  Carl Swartz familj vid Södra Promenaden. Denne donerade 1912 byggnaden till Norrköpings stad för att användas som bibliotek och som museum för konst, arkeologi och stadshistoria.
År 1946 flyttade museidelen till det nybyggda Norrköpings Konstmuseum vid Kristinaplatsen, varefter Villa Swartz restaurerades. Den fick 1956 en tillbyggnad i två plan mot Södra Promenaden och mot Tingshuset, med ny huvudingång. 
På tomten bredvid Villa Swartz, mot Södra Promenaden/Drottninggatan, revs Villa Flora från sekelskiftet och ersattes av en ny biblioteksbyggnad 1970–1972. Villa Swartz inrymmer, efter flytt av själva biblioteket, möteslokaler och kontorslokaler för biblioteksförvaltningen.